# Słowo gliny
Słowo gliny (fr. Parole de flic/ang. Cop's Honor) – francuski film sensacyjny z 1985 roku w reżyserii José'a Pinheiro. W roli głównej wystąpił Alain Delon.

## Fabuła
W Paryżu dochodzi do serii brutalnych morderstw dokonywanych na prominemtach świata przestępczego. Podczas ostatniego zamachu ginie Mylene, nastolatka, która okazuje się być córką Daniela Pratt'a, niegdyś najlepszego paryskiego gliniarza. Gdy 10 lat wstecz śledztwo w sprawie zabójstwa jego żony zostało umorzone, rozczarowany nieudolnoscią wymiaru sprawiedliwości porzucił służbę i wyjechał z córką na wyspy tropikalne. Mylene przebywała we Francji podczas studiów.
Dowiedziawszy się o śmierci córki, Pratt bez wahania powraca do ojczyzny. Na miejscu okazuje się, że za zabójstwa odpowiedzialna jest nieuchwytna grupa egzekutorów, która czyści miasto z wandalizmu. Kolega po fachu, komisarz Rainer radzi Danielowi trzymać się z dala od kłopotów, jednak on nie ma zamiaru słuchać i rozpoczyna własne polowanie, nie zdając sobie sprawy, że strzelcy polują też na niego samego. Jednocześnie śledztwo w sprawie zabójstw prowadzi młoda ambitna policjantka, inspektor Sabine Clement, z którą Pratt nawiązuje bliską znajomość. Ona jednak nie pochwala zasady "oko za oko" i chce złapać oprawców zgodnie z prawem. Niestety, gdy próbuje unieszkodliwić trzech z nich  szukających Pratt'a w jej mieszkaniu, zostaje postrzelona. Były gliniarz ma od tej pory podwójnie osobiste powody by rozprawić się z zabójcami, bez względu na konsekwencje.

## Obsada
- Alain Delon – Daniel Pratt
- Jacques Perrin – komisarz Stéphane Reiner
- Fiona Gélin – inspektor Sabine Clément
- Éva Darlan – Dominique Reiner, żona Reinera
- Jean-François Stévenin – Sylvain Dubor
- Stéphane Ferrara – Abel Salem, lider grupy zabójców
- Vincent Lindon – inspektor Dax

## Linki źródłowe
- Słowo gliny w bazie Filmweb
- Słowo gliny w bazie IMDb (ang.)